# 盘屿站
盘屿站（福州話：/pʰaŋ˥˧ løy˨˦˨/）位于中华人民共和国福建省福州市仓山区盘屿路、义序路与齐安路交叉口地下，是福州地铁5号线的地铁车站，于2022年4月29日启用。

## 站名来源
据明朝黄仲昭《八闽通志》记载：“盘屿，脉接吴山，通瓜屿。四面旋绕如盘，故名。或云隐者吴父常与古旧燕会，盘恒于此，因名”。

## 车站结构
盘屿站位于盘屿路、义序路与齐安路交叉口处，沿义序路东西向布置。车站为单柱双跨（局部双柱三跨框架）地下二层车站，总长206米，标准段基坑宽度19.7米，深度约17.4米。
| 地面层   | 出入口                               |  | 出入口                       |
| 地下一层 | 站厅                                 |  | 票务服务、自动售票机         |
| 地下二层 | 1                                    |  | 5号线 往荆溪厚屿（台屿）     |
| 地下二层 | 岛式站台，列车运行方向左侧的车门开启 |  |                              |
| 地下二层 | 2                                    |  | 5号线 往福州火车南站（吴山） |

### 出入口与周边
盘屿站目前开放3个出入口，无障碍电梯位于D出入口，卫生间位于暂未开放的C出入口。
| 盘屿站出入口信息            | 盘屿站出入口信息 | 盘屿站出入口信息 | 盘屿站出入口信息             |
| --------------------------- | ---------------- | ---------------- | ---------------------------- |
|                             |                  |                  |                              |
| 编号                        | 设施             | 位置             | 接驳交通                     |
| 出口 · A                    |                  | 车站东北口       | 盘屿中学(盘屿地铁站)         |
| 出口 · B                    |                  | 车站西北口       | 盘屿中学(盘屿地铁站)、盘屿路 |
| 出口 · D                    |                  | 车站东南口       | 齐安路(鸿博光电园)           |
| 注： 设有电梯 \| 设有卫生间 |                  |                  |                              |

## 历史
- 2016年7月20日，于福州市轨道交通5号线一期工程环境影响评价第一次公示中提及设置齐安路站。[4][5]
- 2019年3月31日，盘屿站完成围护结构施工。[3]
- 2019年12月30日，盘屿站主体结构封顶。[3]
- 2022年4月24日，盘屿站开放为期三天的免费试乘。[6]
- 2022年4月29日，盘屿站启用。[1]